# Augusto Pinochet
Augusto José Ramón Pinochet Ugarte (Valparaíso, 25 de novembro de 1915 – Santiago, 10 de dezembro de 2006) foi um general do exército chileno e ditador que governou como presidente do Chile de 1973 a 1990, servindo posteriormente como senador vitalício, cargo que foi criado exclusivamente para ele, por ter sido um ex-governante.
Assumiu o poder total no Chile depois de liderar o golpe militar, apoiado pelos Estados Unidos, em 11 de setembro de 1973, pelo Decreto Lei n.º 806 editado pela junta militar (Conselho do Chile), que foi estabelecida após a deposição do governo democraticamente eleito do presidente Salvador Allende. Seu regime foi marcado por constantes violações de direitos humanos, com mais de 80 000 pessoas sendo presas e outras 30 000 torturadas. Segundo números oficiais, mais de três mil pessoas foram assassinadas pelo governo Pinochet.
Enquanto presidente, Pinochet buscou modernizar o país. Seu governo implementou uma política de liberalização econômica, incluindo estabilização da moeda e remoção das tarifas para a indústria local. Também colocou os sindicatos na ilegalidade e privatizou a estrutura de seguridade social e várias empresas estatais. Contando com vários empréstimos externos e as reformas implementadas, o PIB chileno se expandiu consideravelmente e a economia se fortaleceu. Apesar dos progressos, a desigualdade de renda continuou como um problema crônico e os anos 1980 foi um período de altos e baixos para a nação. Ainda assim, no começo da década de 1990, a economia chilena era a mais saudável dentre os países latino-americanos. Enquanto isso, a riqueza pessoal de Pinochet cresceu consideravelmente durante seus anos no poder por meio de dezenas de contas bancárias secretamente mantidas no exterior e participações em imóveis. Mais tarde, ele foi processado por peculato, fraude fiscal e propinas em negócios de armas.
Um ícone para a direita e um déspota para a esquerda, seu legado permanece controverso no Chile. O Chile instituiu inúmeras reformas econômicas durante seu governo, mas é muito discutido se as reformas foram as responsáveis pelo êxito da economia chilena. A brutalidade da repressão política e a perseguição a dissidentes trouxe condenação internacional ao ditador. Após deixar a presidência, foi alvo de mais de 300 ações criminais que vão desde casos de corrupção até assassinato.

## Vida familiar
Filho de um militar de origem francesa, Augusto Pinochet Ugarte concluiu os estudos na escola secundária em sua cidade natal em 1930. Aos 18 anos entra na escola militar (Academia Militar de Santiago do Chile), onde se graduou em 1937. Dois anos depois, Pinochet, oficial de infantaria, foi aceito no regimento Maipu, de Valparaíso. Em 1940, casa com Lucía Hiriart Rodríguez, com quem teve cinco filhos: Inés Lucía, María Verónica, Jacqueline Marie, Augusto Osvaldo e Marco Antonio.
Em 1953, já graduado major, foi enviado para o regimento "Rancagua", em Arica. Nessa época, foi indicado professor da Academia de Guerra, retornando a Santiago para assumir o posto.
Em 1956, foi escolhido para integrar uma missão militar de que envolvia colaboração com a Academia de Guerra do Equador, em Quito, onde permaneceu durante três anos. Nesse período, estudou geopolítica, geografia militar e inteligência.
Em 1968, foi nomeado chefe da 2ª Divisão do Exército, com base em Santiago, e, ao final daquele ano, foi promovido comandante-general e comandante-chefe da 6ª Divisão, em Iquique.
Em Janeiro de 1971, foi promovido a general de divisão e nomeado comandante-general do Exército Garrison de Santiago. No ano seguinte, tornou-se general-chefe do Exército.

## Golpe militar de 1973

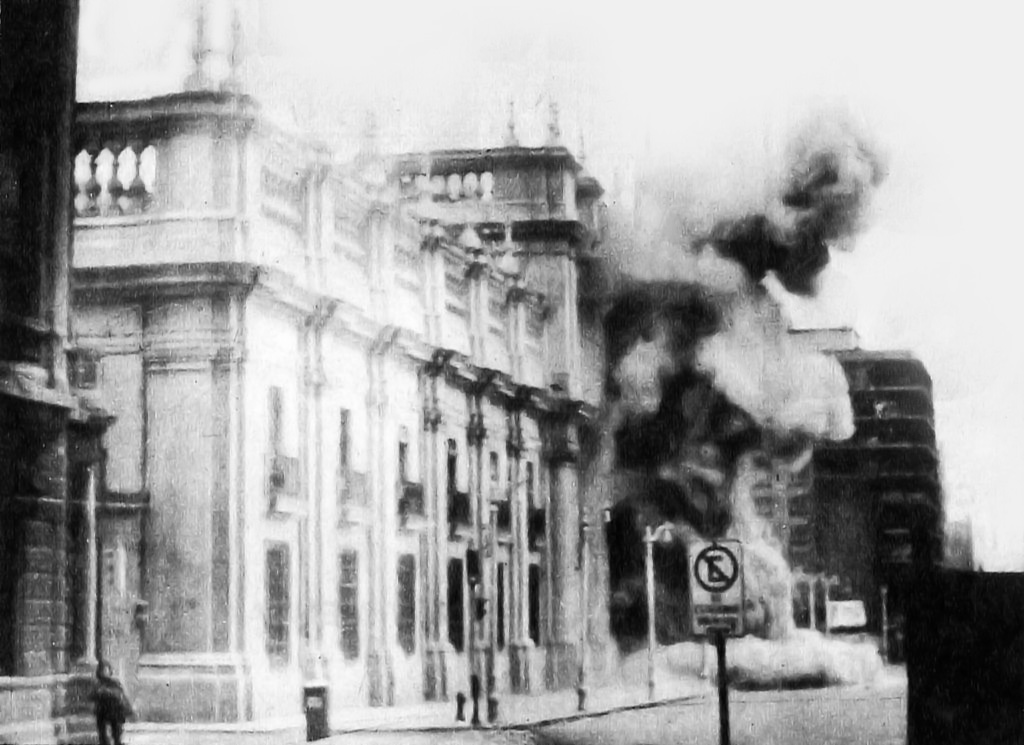
Bombardeio ao Palácio de La Moneda durante o golpe militar de 1973

Em setembro de 1973, Pinochet era general-chefe do Exército quando o então Comandante em Chefe - o general constitucionalista e legalista Carlos Prats, que se recusava a participar de qualquer golpe de estado - se viu obrigado a renunciar. Com a renúncia de Prats, Pinochet tornou-se o Comandante em Chefe do exército chileno. Embora tivesse declarado fidelidade ao presidente eleito de esquerda Salvador Allende, o general Pinochet, até então considerado um general leal e apolítico, membro do gabinete militar de Salvador Allende, chefiou a tropa que tomou o poder através de um golpe militar. Carlos Prats logo tornou-se mais um adversário do regime de Pinochet.
O golpe se deu em 11 de Setembro de 1973, (somente 18 dias após ter tomado posse do cargo de chefe das Forças Armadas). Depois de três horas de luta e bombardeando o Palácio de La Moneda com aviões da força aérea foi este tomado pelo exército. O golpe surpreendeu por sua rapidez e violência.

Allende morreu no Palácio de La Moneda, às 14h15. As circunstâncias exatas de sua morte não haviam ficado claras. Uma autópsia realizada em 1990 apontou que ele cometeu suicídio. Porém, havia também a versão de que ele tenha sido assassinado. Sua sobrinha Isabel Allende Llona é uma das que acreditam que seu tio foi assassinado. A filha do Presidente, a deputada Isabel Allende, declarou que a versão do suicídio é a correta. Uma autópsia realizada em 2011 comprovou a tese de suicídio.

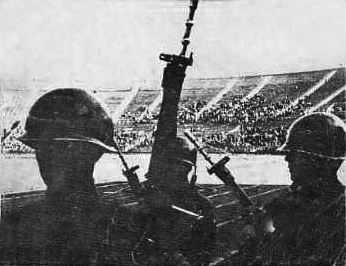
O Estádio Nacional de Chile usado como campo de concentração durante a ditadura de Pinochet, em 1973

### Conselho do Chile
Após o golpe bem-sucedido, que teve amplo apoio dos EUA, uma junta militar (Conselho do Chile) foi estabelecida para governar o Chile, e Pinochet foi apontado como representante do Exército. A 17 de Junho de 1974, Pinochet assumiu formalmente o cargo de Chefe Supremo da Nação, e em 17 de dezembro de 1974, se tornou oficialmente o Presidente do Chile. Em 1981 foi autoproclamado presidente da República do Chile para um mandato de oito anos, iniciando um período de regime militar.
Durante os 17 anos de sua ditadura, Pinochet reprimiu a antiga coalizão Unidade Popular - união de partidos de esquerda que apoiavam o regime constitucional socialista deposto - perseguindo, e muitas vezes torturando e assassinando, seus membros e aliados. Em 1973, aproximadamente 70 dissidentes teriam sido vítimas da Caravana da Morte. Em 1977, o seu governo foi condenado pela comissão dos Direitos Humanos das Nações Unidas, pela forma cruel com que tratava os presos políticos.
Exceto Fidel Castro, nenhum governante encampou os últimos espirros da Guerra Fria no continente como Augusto Pinochet. O golpe militar por ele chefiado, que derrubou o governo socialista de Salvador Allende, em setembro de 1973, está tão associado àqueles tempos quanto a invasão de Praga por tanques soviéticos, em 1968, ou a Guerra do Vietnam. — Revista Piauí

## Política econômica

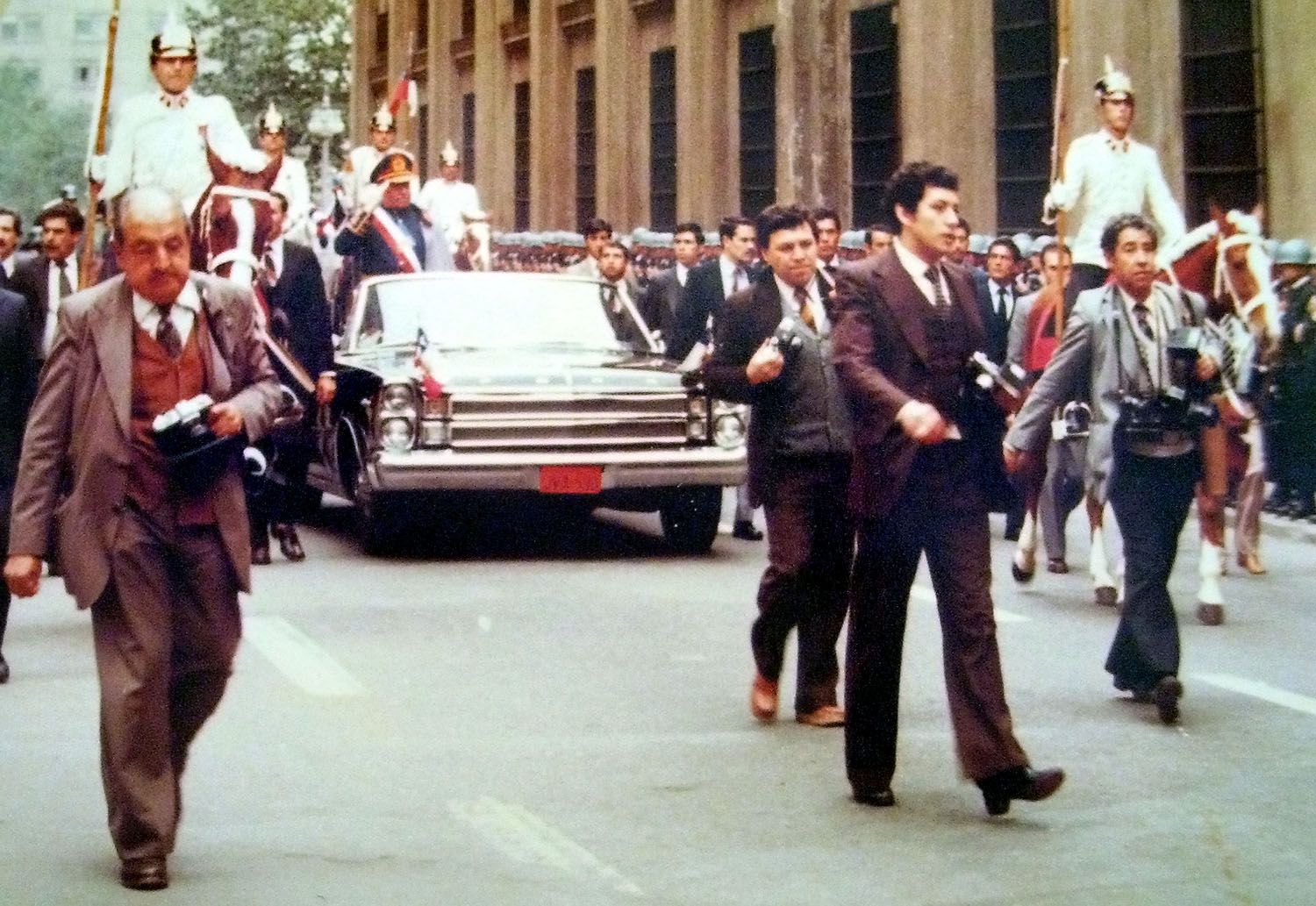
Pinochet desfilando em carro aberto a 11 de setembro de 1982

Quando da vitória do golpe de estado de Pinochet, em 1973, o Chile adotou imediatamente um plano de ação chamado de O Ladrilho, que fora preparado pelo candidato da direita, derrotado por Salvador Allende, com o auxílio de um grupo de economistas, chamados pela imprensa internacional da época de "os Chicago Boys", provenientes da Universidade de Chicago. Este documento continha os fundamentos do que, depois, viria a ser chamado de neoliberalismo.
Os defensores de Pinochet apelidaram esse período de "milagre chileno". Apesar de alguns bons números, as estatísticas frias também mostram números pouco milagrosos: durante o regime de Pinochet, entre 1972 e 1987, o PNB per capita do Chile caiu 6,4% em dólares constantes, caindo de US$ 3 600 em 1973 para 3 170 em 1993 (dólares constantes). Apenas cinco países da América Latina tiveram, em termos de PNB per capita, um desempenho pior que o do Chile durante a ditadura Pinochet (1974-1989).
Quando ocorreu a democratização, em 1990, 38,6% da população chilena se encontrava abaixo da linha de pobreza. Pinochet privatizou a previdência social, e até 2004 39% da população - quase a metade dos chilenos - não dispunha de nenhum tipo de seguridade social.
Por outro lado, Pinochet modernizou o Estado, controlou gastos, manteve os preços estáveis e realizou privatizações em setores decadentes, causando ampliação nos investimentos internos e externos. Têm-se admitido que os efeitos das reformas de Pinochet só vieram durante o fim e após o término da ditadura e que ele enfrentou um cenário econômico internacional difícil e com crises, como a do choque do petróleo, tendo parcela de responsabilidade pelo atual sucesso econômico chileno. A taxa de crescimento, por exemplo, a partir da metade dos anos 80 era superior a 7% ao ano.

### História

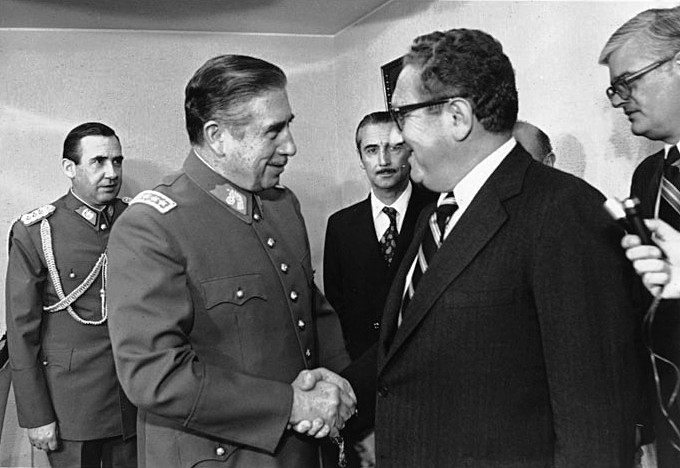
Pinochet com Henry Kissinger em 1976. No encontro Kissinger confirmou o apoio de Washington, e ignorou a questão dos direitos humanosː "nos Estados Unidos, (...) estamos solidários com o que você está a tentar fazer aqui. Queremos ajudar e não prejudicá-lo"

A ditadura militar chilena comandada pelo governo de Pinochet impôs um processo de liberalização económico do país, apoio ao "Livre Mercado" e à desregulamentação da economia teve como grande impulsionador um grupo de economistas da Universidade de Chicago, que tinham como mentor o economista norte-americano Milton Friedman, sendo, então, denominados por Chicago Boys. Os Chicago Boys e suas ideias monetaristas da Escola de Chicago reinaram absolutas - e que terminou na grande depressão de 1982.
Em finais de 1981 uma grave crise econômica, e as suas avultadas complicações, que resultaram da depressão de 1982 no Chile, com queda de 30% do seu PIB, elevadas taxas de desemprego e uma balança comercial deficitária, proporcionaram uma crescente onda de contestação contra a ditadura de Pinochet.
 A perseguição aos organismos sindicais, a neutralização das organizações sociais e a proibição da existência de partidos políticos e até do direito de reunião e associação, o fechamento do Parlamento, eram elementos necessários para a aplicação do "modelo". A ausência de liberdade de imprensa e de Justiça autônoma contribuíram para configurar um quadro em que os economistas que ganharam a confiança de Pinochet tiveram um terreno fértil para plantar. Pretender que os atropelos aos direitos humanos iam por um lado, e aquilo que seus defensores qualificam de êxitos, ou "obra" econômica caminhavam por outro, não resiste à análise—  María Olivia Mönckeberg
O próprio Milton Friedman, em Novembro de 1981, numa visita ao Chile, expressou suas reservas quanto ao regime de Pinochet, advertindo que “uma economia livre será difícil de sustentar a menos que seja acompanhada por uma sociedade politicamente livre."
Em 1973, 20% da população do Chile vivia na pobreza; em 1990, o ano em que Pinochet deixou o cargo, o número de indigentes dobrou para 40%. Em 1973, o ano em que general Pinochet tomou o governo, a taxa de desemprego no Chile foi de 4,3%. Em 1983, depois de dez anos, o desemprego atingiu 22%; mas em 1989 foi de 5%. Os salários reais diminuíram 40% durante a ditadura militar. Seu governo também apresentou números positivos, como o PIB per capita, que entre 1973 e 1993, subiu 79,8% em dólares constantes, passando de US$ 4 200 para US$ 7 552. Houve um crescimento de 191% do PIB, passando de $ 16,3875 bilhões em 1973 para $ 44,4679 bilhões em 1993. Em 1973 a inflação era de 352%, em 1982 estava em 9,9%.

#### Crise

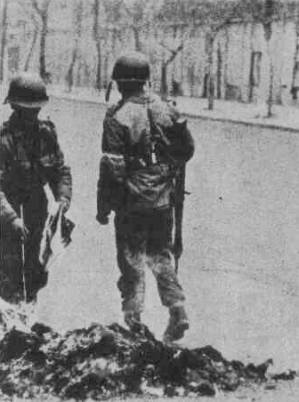
Queima de livros durante os primeiros tempos da ditadura de Pinochet

A censura à imprensa fez com que a oposição adotasse modos criativos de protestar. A revista semanal Cauce, ao se referir aos 11 anos de Pinochet no poder, simplesmente não pôs a foto do ditador na capa, deixando-a em branco

Como o governo Allende respeitava a liberdade de imprensa, dos meios de comunicação e de distribuição, estes aproveitaram-se para cometer toda sorte abusos ilegais contra a nova política econômica adotada por ele, sabotando-a com um "bombardeio" de propaganda negra divulgada através da mídia chilena antissocialista - da qual 70% era propriedade de opositores ao governo Allende e era financiada pela CIA no Chile - o presidente Nixon autorizou pessoalmente uma doação de fundos secretos do governo norte-americano, de US$ 700 mil, para o jornal oposicionista El Mercurio, que depois foi seguida de várias outras.
Uma greve geral dos proprietários de caminhões, vinculados a uma agremiação da classe média, manobrada pela burguesia comercial e pela CIA, teve como objetivo ser a 'ponta de lança' para a derrubada do regime constitucional. Não conseguiu derrubar Allende o que levou ao câmbio negro generalizado no comércio de alimentos, ao açambarcamento e à especulação com mercadorias de primeira necessidade. Todo o sistema de distribuição do comércio chileno dedicava-se então apenas à especulação.

Devido à nossa geografia particular, a economia chilena está indissociavelmente ligada a seu sistema de transporte por caminhões. Paralisá-lo significa paralisar todo o País. — El Periodista 
Além disso, logo antes do golpe de 73 os capitais internacionais evadiram-se do Chile. Isso acabou por provocar uma forte crise económica e social, que era atribuída, pelos opositores de Allende "ao rotundo fracasso" das acções desenvolvidas durante seu mandato (compreendendo medidas de carácter socializante como a nacionalização de bancos, das minas de cobre e de algumas grandes empresas).

## Repressão política

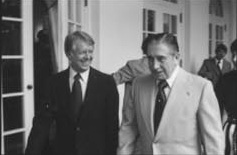
Augusto Pinochet e Jimmy Carter em 1977

Imediatamente após tomar o poder, o governo Pinochet colocou na ilegalidade todos os partidos de esquerda que apoiavam o ex-presidente Allende. Os demais partidos foram colocados em "recesso indefinido" e depois foram banidos também. O governo militar não somente se focou em caçar dissidentes, mas também foi atrás de suas famílias e outros civis.
Segundo o relatório Rettig, pelo menos 2 279 pessoas que haviam desaparecido durante o governo militar acabaram sendo mortas por razões políticas ou como consequências de sessões de tortura. Já o relatório Valech afirmou que 31 947 pessoas foram torturadas e 1 312 exiladas. Exilados políticos eram perseguidos mesmo enquanto no exterior pelas agências de inteligência de Pinochet. Na América Latina, este processo fez parte da Operação Condor, uma cooperação entre as agências de inteligência sul-americanas, apoiadas pelos Estados Unidos. Pinochet acreditava que essas operações eram necessárias para "salvar o país do comunismo". Em 2011, uma comissão identificou novas 9 800 vítimas da repressão política do regime de Pinochet, aumentando o saldo para 40 018 pessoas, incluindo pelo menos 3 065 mortes confirmadas.

## A evolução do seu Governo
Pinochet organizou plebiscitos em 1978 e 1980 para dar uma certa aparência de legalidade à sua ditadura e manter-se no cargo; na ausência mais absoluta de liberdade de imprensa e de expressão de pensamento, a vitória de Pinochet era certeira. Já o fraudulento plebiscito de 1979/80 foi um mero trâmite para "legitimar" e prolongar uma ditadura pessoal; realizou-se sem quaisquer registros eleitorais, sem que a oposição tivesse acesso aos meios de comunicação de massa, e não houve controle algum sobre o "ato eleitoral" O general Gustavo Leigh revelou que havia milhares de agentes de segurança e funcionários de todo o país que votaram várias vezes para o "Sim" convocada por Augusto Pinochet em 1980. O número de eleitores no referendo que provocou enormes suspeitas sobre o alto número: 6 271 868 contrastada com a de 3 661 898 eleitores de Março de 1973. Milhares de chilenos permaneciam no exílio, havia centenas de presos políticos e os aparatos repressivos como a DINA, estavam em plena atividade. Até hoje se desconhece a magnitude da fraude imposta naquela oportunidade. Em 1981, foi elaborada uma nova Constituição de caráter autoritário, onde se podia ler que Pinochet seria o presidente do Chile por mais oito anos.

### Atentado contra Pinochet
Em 7 de setembro de 1986, Pinochet sofreu um atentado por parte de células paramilitares da FPMR (Frente Patriótica Manuel Rodríguez). No atentado morreram cinco guarda-costas, onze ficaram feridos, mas Pinochet só sofreu feridas leves. A repressão por parte do governo como vingança pelo atentado resultou em três civis mortos e centenas presos. Os autores intelectuais e materiais do atentado fugiram do país. A resposta repressiva do governo culminou com a chamada "Operação Albânia", também conhecida como a Matança de Corpus Christi, onde foram assassinados 12 membros do FPMR. Em 2007 a Suprema Corte chilena confirmou a condenação à prisão perpétua do ex-general Hugo Salas Wenzel, que comandava a Central Nacional de Informações (CNI) durante o regime de Pinochet, por sua responsabilidade pelo assassinato dos 12 opositores do regime de Augusto Pinochet.

### Plebiscito e saída do poder

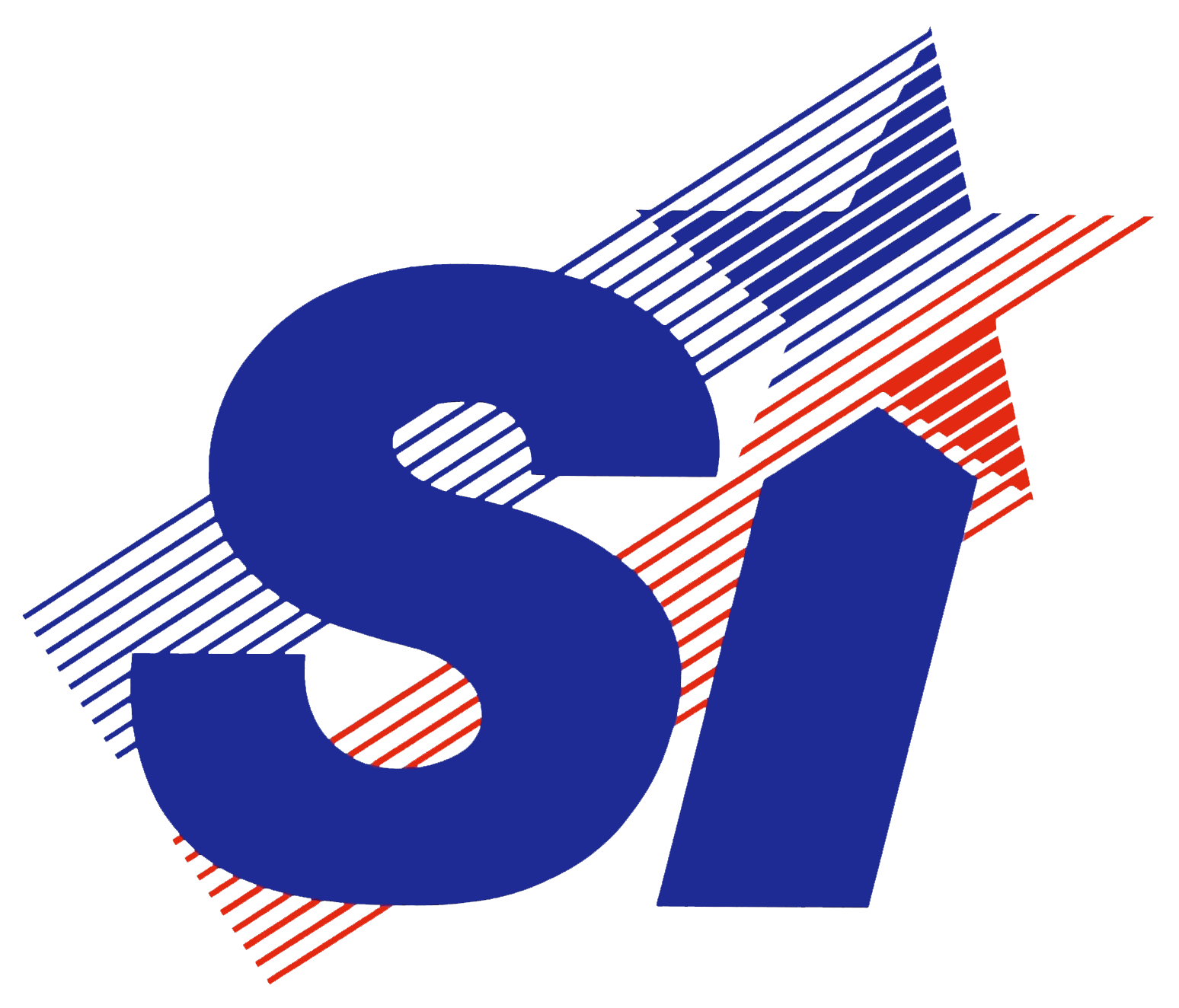
Símbolo da opção "Sim" no plebiscito chileno de 1988, que legitimaria a continuidade do regime de Pinochet

Enfrentando crescente oposição interna e externa, Pinochet cumpriu em 1988 a norma da nova Constituição de realizar um plebiscito, que determinaria o seu direito de concorrer a novo mandato. Isso abriu caminho para uma onda de protestos populares, contra o regime, que culminou com a campanha do "não" no plebiscito.
Em 5 de outubro de 1988 foi vencido no plebiscito que teria prolongado seu mandato por mais oito anos (55,99% dos votantes exprimiram-se contra a permanência do general no poder, enquanto 44% eram favoráveis). Em 1989 foram realizadas as primeiras eleições desde 1970, quando o General Pinochet entregou a presidência ao democrata-cristão Patricio Aylwin, o vencedor das eleições, em 11 de março de 1990. Pinochet conseguiu manter-se como o mais alto responsável pelas Forças Armadas do país, até março de 1998, altura em que passou a ocupar o cargo, por ele criado, de senador vitalício no Congresso chileno, ao qual renunciou em virtude dos problemas de saúde e das diversas acusações de violações aos direitos humanos.

## Corrupção
Em meados 2004 veio a público através de uma reportagem do Washington Post que as investigações do Senado dos Estados Unidos nas fontes financiamento ao terrorismo descobriu milhões de dólares mantidos secretamente por Pinochet no Riggs Bank. As contas secretas foram usadas por Pinochet quando ele esteve em prisão domiciliar em Londres, que chegou a colocar em causa a fonte de sua fortuna atual em apuros por lavagem dinheiro. Por estas razões, o Conselho de Defesa do Estado entrou com uma queixa-crime contra Pinochet por evasão fiscal. No entanto, a figura de Pinochet foi apoiada pela direita chilena.

## As acusações na Justiça

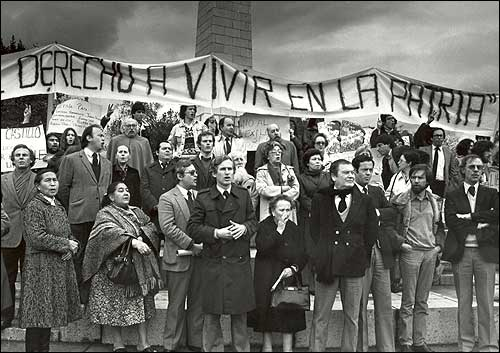
Protesto pacífico contra a ditadura de Pinochet, em 1985

Augusto Pinochet, que governou o país com mão de ferro por dezessete anos perdeu o controle quase absoluto que detinha sobre as instituições chilenas, enquanto tutelou o regime chileno e mais tarde quando ainda detinha a imunidade (por ser senador vitalício), passando a temer eventuais investigações e processos judiciais movidos pelos seus adversários políticos, ora transformados pela nova situação de perseguidos em perseguidores.
Ao todo, o ex-ditador chileno enfrentou uma dezena de processos judiciais, sendo que para cada um deles os juízes tiveram que obter o levantamento da imunidade de que gozava Pinochet graças à sua condição de ex-chefe de Estado, além de terem de provar as suas condições de saúde para poder enfrentar os processos.
Segundo a Comissão Rettig — Comissão Nacional de Verdade e Reconciliação Chilena —(relatório enviado ao presidente Patrício Aylwin no dia 8 de Fevereiro de 1991) e diversas outras investigações, teriam sido feitas cerca de 3 197 vítimas (números não são consensuais. Dentre estas, havia 1 192 pessoas detidas "desaparecidas" - a maioria delas à época do Golpe de Estado - conforme uma prática usual entre os regimes militares instituídos nas repúblicas vizinhas, como o Brasil e a Argentina. Calcula-se que o número real de mortos e desaparecidos do governo de Pinochet esteja próximo a 50 mil pessoas, entre elas estão os brasileiros Jane Vanini, Luiz Carlos Almeida, Nelson de Souza Kohl, Túlio Roberto Cardoso Quintiliano e Wânio José de Matos.
O Conselho de Defesa do Estado chileno (CDE), o Ministério Público do Chile, processará, pela via civil, os bancos americanos Riggs, Espírito Santo, Citibank, Santander, Banco Chile de Nova York, Coutts de Miami e Atlantic que ocultaram a fortuna do ditador. Segundo as investigações do juiz chileno Carlos Cerda, Pinochet reuniu em contas secretas que mantinha nos Estados Unidos uma fortuna calculada em mais de US$ 26 milhões, dos quais US$ 20 milhões não possuem comprovação de origem legal.

### Prisão em Londres
Em 16 de Outubro de 1998, Pinochet foi detido pela Scotland Yard em Londres, onde se encontrava para tratamento médico. A prisão do ex-ditador obedecia a um mandado de busca e apreensão internacional, "com fins de extradição" para a Espanha (país onde seria julgado por crimes de abuso dos Direitos Humanos), expedido pelo juiz espanhol Baltasar Garzón (embora sem deter competência para pedir extradições), e enviado à Interpol, onde é acusado por supostos crimes de genocídio, terrorismo e torturas, com base em denúncias de familiares de espanhóis desaparecidos no Chile durante seu governo. Fica detido em prisão domiciliar por 503 dias na capital britânica sendo libertado por razões médicas. A ex-primeira-ministra britânica, Margaret Thatcher, usou de seu prestígio para pressionar o governo britânico a libertar Pinochet (que apoiou os britânicos na Guerra das Malvinas), a quem chamou de "um amigo que ajudou a combater o comunismo". O governo britânico, alegando razões de saúde, recusou-se a extraditá-lo para a Espanha. Uma junta médica britânica declarou-o mentalmente incapacitado para enfrentar um julgamento, pelo que Pinochet foi extraditado para o Chile em março de 2000. Uma vez posta em causa a sua sanidade mental, teve de renunciar ao cargo de senador vitalício, em 2002.
O juiz Garzón jamais abandonou as investigações sobre o ditador e obteve da justiça chilena, em outubro, a autorização para interrogar Pinochet e sua esposa pelo caso dos fundos secretos que o general possuiria fora de seu país.
No Chile Pinochet acumulou mais de 300 queixas e, quando sua imunidade foi suspensa, processos, em casos de violações de direitos do homem in thesis e de corrupção.
Embora, clinicamente, Pinochet tivesse fortes traços de sociopatia e psicopatia, em julho de 2001 apresentou um atestado de debilidade mental que o teria salvado de uma possível condenação.

### Villa Grimaldi
Alguns dos casos mais conhecidos da lista de acusações sobre o ex-ditador são os assassinatos, pela DINA, do general Prats em Buenos Aires, e do ex-ministro da defesa Orlando Letelier, em plena rua em Washington, o centro de detenção de Villa Grimaldi, o desaparecimento do sacerdote espanhol António Llidó, além de outros episódios que marcaram a sua presidência como são os casos da "Operação Colombo"; "Operação Condor" e "Caravana da Morte".
Embora tenha deixado de responder a processos por violações a direitos humanos nos casos "Caravana da Morte" e "Operação Condor", em virtude de sua frágil saúde, Pinochet continuou sendo acusado por organizações de defesa das vítimas, que lhe imputam os crimes cometidos pelo regime militar de que era o chefe supremo.

### Enriquecimento ilícito

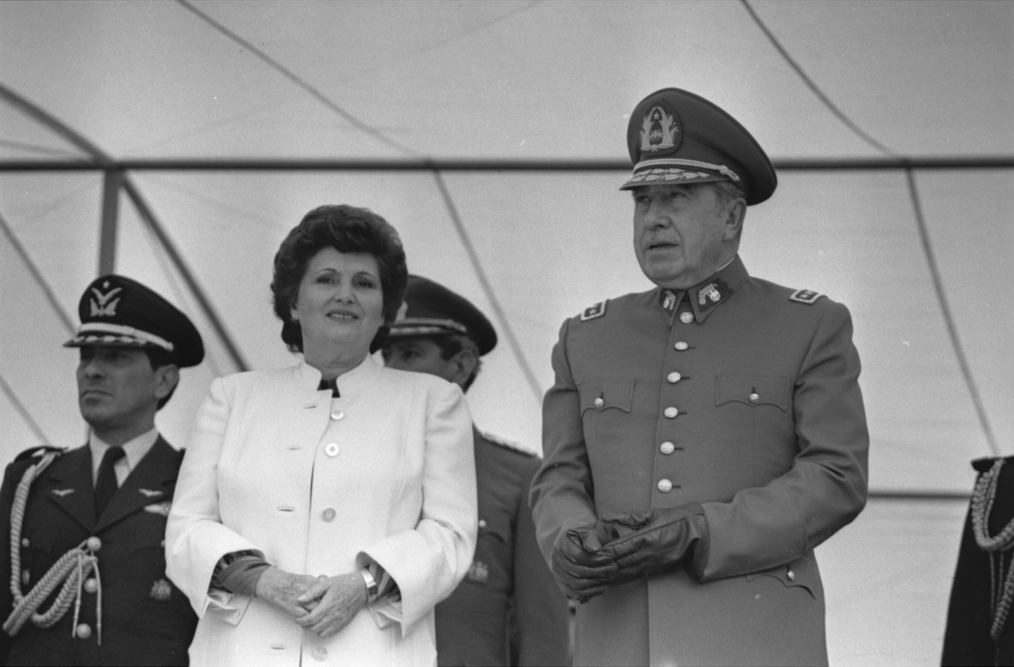
Pinochet com sua esposa, Lucía Hiriart (à esquerda)

Em 2004 Pinochet passou a ser acusado de manter contas secretas no exterior, a partir de investigações realizadas pelo Senado dos EUA no Banco Riggs. Terá acumulado uma fortuna de 28 milhões de dólares (cerca de 24 milhões de euros). Em Outubro de 2006 a justiça chilena iniciou uma investigação em que, alegadamente, Pinochet possuiria uma elevada quantia de barras de ouro (9 600 kg) avaliadas em 190 milhões de dólares, num banco de Hong Kong.

Como última entrada de biografia tão típica, resta a descoberta, feita em 2005 por uma comissão do Senado americano: ao longo das últimas duas décadas, ele abriu e fechou 128 contas bancárias em nove bancos dos Estados Unidos, movimentando uma fortuna ilícita de quase 20 milhões de dólares. Foi um reles ladravaz. — Revista Piauí
Investigações do governo dos Estados Unidos efetuadas após os atentados de 11 de setembro de 2001, relacionadas à Al Qaeda, levaram à descoberta de evasões de taxas perpetradas por Pinochet, pela qual sua esposa, Lucía Hiriart, foi presa em janeiro de 2006.
Em 1984, Augusto Pinochet Hiriart, primogênito do general Pinochet, e sua esposa Lucía Hiriart, usando um amigo como "testa de ferro", compraram a empresa metalúrgica Nihasa Lda,  mudando-lhe imediatamente o nome para PSP- Proyectos Metalúrgicos Integrados de Producción . Entre os contratantes estava a empresa Cema Chile, e o Exército chileno. Em 1987, a PSP comprou a Valmoval, uma empresa administrada pelo Exército e recentemente declarada falida. Dois anos depois, o Exército comprou a empresa novamente, através de três cheques em nome de Augusto Pinochet - os chamados "pinocheques" - por um valor próximo de 3 milhões de dólares, que foram depositados por Pinochet Hiriart em várias contas de bancos dos EUA em nome de sua esposa e filhos.
O caso foi divulgado na imprensa, apesar de ser realizado em segredo. No entanto, a 19 de dezembro de 1990, e na transição para a democracia, o general Pinochet, que continuou como Comandante-em-Chefe do Exército até 1998, ordenou um aquartelamento de tropas que se estendeu até tarde da noite, pressionando o governo de Patricio Aylwin (1990-1994) para não instaurar uma acção judicial.  Em 1993, novas pressões; em 1995, mais pressões, até que o governo do Presidente Eduardo Frei cedeu, ordenando o encerramento definitivo do caso, invocando "razões de estado".
Uma comissão da Câmara dos Deputados que investigou a privatização de empresas estatais durante o regime de Pinochet concluiu que o Estado perdeu 6 000 milhões dólares entre 1978 e 1990 neste processo. Alguns deles foram vendidos abaixo do seu valor contábil.
Em alguns casos, funcionários do governo ligados ao ditador Pinochet, que haviam chegado como gerentes ou auditores acabou se tornando seus novos donos quando as empresas foram privatizadas.

### Inimputabilidade
Ainda que estivesse protegido pela inimputabilidade (condição de quem é inimputável, ou seja, que não pode sofrer imputação de cometer crime), tal circunstância não impediu o prosseguimento das investigações dos fatos ocorridos durante o período do regime militar. Então, em julho de 2006 a partir dos depoimentos do general reformado Manuel Contreras, ex-chefe da DINA - a Polícia Secreta do regime militar - e, até então, um dos mais fiéis subordinados do ex-presidente Augusto Pinochet, surgiram acusações de que o presidente enriquecera a partir da fabricação de cocaína em instalações do exército chileno (fatos publicados em matéria do jornal La Nación de domingo 9 de julho de 2006).
A então presidente do Chile, Michelle Bachelet, tentou revogar uma lei de anistia de 1978 da qual o primeiro beneficiado foi o próprio Pinochet. Se conseguir essa revogação, vários colaboradores do falecido ex-ditador perderão a inimputabilidade e poderão ser julgados pela justiça chilena por crimes como: violação dos direitos humanos, desvio de dinheiro público, corrupção ativa e passiva, etc.
Na sua mensagem anual de prestação de contas ao Congresso chileno, em 21 de maio de 2007, Michelle Bachelet declarou que "apoiará a moção parlamentar para declarar inaplicável a 'Ley de Amnistía', imposta pela ditadura militar em 1978, para que sejam considerados imprescritíveis os crimes de lesa-humanidade". A lei de anistia de Pinochet já foi considerada inconstitucional pela justiça chilena, por se contrapor a acordos internacionais a que o Chile aderiu.

## Morte

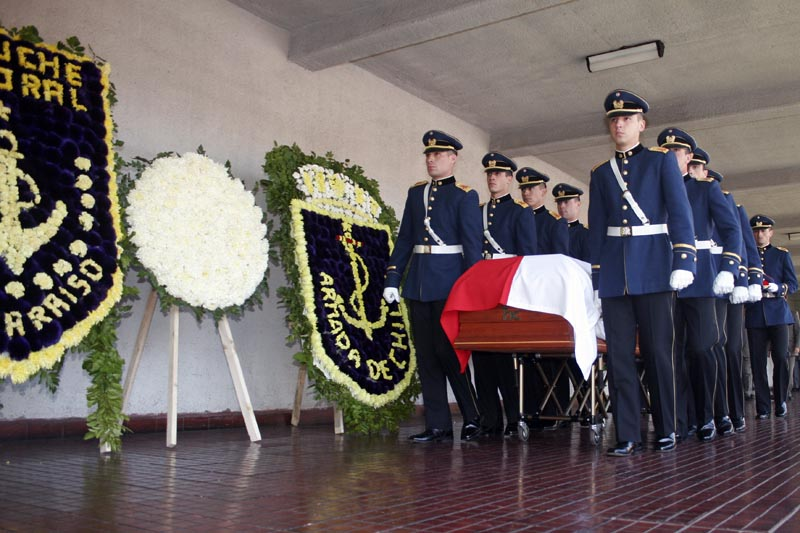
Funerais de Pinochet

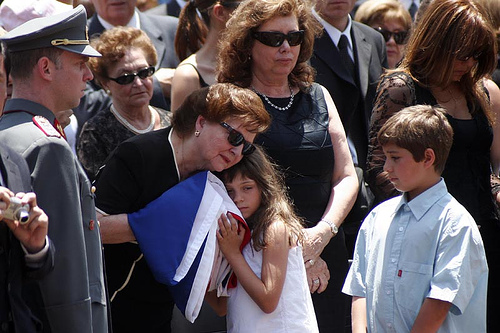
O neto de Pinochet, Augusto Pinochet Molina (à esquerda, de uniforme) junto de sua avó, Lucía Hiriart (ao centro, abraçada a uma criança), e seus outros familiares durante os funerais de seu avô

No dia 3 de dezembro de 2006, Pinochet sofreu um ataque cardíaco e, aos 91 anos, faleceu em 10 de Dezembro às 14h15 (15h15, pelo horário de Brasília) devido a um infarto do miocárdio e um edema pulmonar agudo no Hospital Militar. Uma hora depois do anúncio da sua morte, várias manifestações aconteceram em frente ao hospital, tanto a favor quanto em oposição ao ex-ditador. As Forças Armadas chilenas prestaram-lhe as honras devidas ao funeral do seu comandante supremo. O governo chileno, porém, não lhe deu honras de Chefe de Estado nem decretou luto oficial. Referiu-se à sua pessoa apenas como general Pinochet e enviou apenas uma representante para os funerais, a ministra da Defesa Viviane Blanlot, cuja presença ao lado do esquife foi recusada pelos filhos de Pinochet. Da mesma forma, a presidente chilena, Michelle Bachelet - que foi presa, torturada e exilada durante a ditadura militar comandada por Pinochet - recusou-se a comparecer ao enterro de seu antigo algoz.
O movimento de esquerda socialista com ligação aos guerrilheiros executados e contra à participação do governo nas honras militares ao ex-ditador Pinochet organizou um simultâneo ato em homenagem ao ex-presidente de ideologia lenista-marxista Salvador Allende em frente do seu monumento na capital chilena. O neto de Pinochet, Augusto Pinochet Molina - também conhecido como "Pinochet III" - e que era igualmente um militar do exército (patente de capitão), fez, durante os funerais, um duro discurso criticando o atual governo pelo modo como tratou o seu avô e apoiando o golpe militar de 1973. A presidente Michelle Bachelet queixou-se ao exército chileno da atitude de seu subordinado e "Pinochet III" foi expulso das forças armadas.